# René Bouffet
Pour les articles homonymes, voir Bouffet.
René Bouffet, né le 12 décembre 1896 à Rennes et mort le 23 avril 1945 dans le 13e arrondissement de Paris,, est un haut fonctionnaire français, 

## Biographie
Après son doctorat en droit, René Eugène François Bouffet accède à plusieurs postes administratifs, parmi lesquels sous-préfet de Villeneuve-sur-Lot en 1926, de Pontivy en 1929 et du Havre en 1930.
Il est  préfet de Constantine du 21 septembre 1935 au 6 juin 1939, puis préfet de la Manche du 6 juin 1940 au 4 septembre 1940, préfet de la Seine-Inférieure du 4 septembre 1940 à juin 1941 (avec un élargissement de ses fonctions à la région Normandie de juin 1941 à août 1942) et préfet de la Seine du 21 septembre 1942 au 19 août 1944.
À la fin de la guerre, il est arrêté le 21 août 1944, incarcéré, transféré dans une clinique de Paris.
Il meurt le 23 avril 1945 des suites d'une opération, le même jour que Charles Magny, son prédécesseur à la préfecture de la Seine.
Il a été décoré de l'ordre de la Francisque.